# Ancylocera sallei
Ancylocera sallei är en skalbaggsart som beskrevs av Jean Baptiste Lucien Buquet 1857. Ancylocera sallei ingår i släktet Ancylocera och familjen långhorningar. Inga underarter finns listade i Catalogue of Life.